# یلوه جنگلی ماداگاسکاری
یلوه جنگلی ماداگاسکاری (نام علمی: Canirallus kioloides) نام یک گونه از سرده یلوه‌های جنگلی ماداگاسکار است.